# Tabley Superior
Tabley Superior est une localité anglaise située dans le comté de Cheshire.